# César Díaz Huencho
César Antonio Díaz Huencho (Vilcún, Región de La Araucanía, Chile, 31 de enero de 2002) es un futbolista chileno que juega como delantero actualmente en Deportes Copiapó de la Primera B de Chile.

## Trayectoria
Oriundo de Vilcún, se unió a las divisiones inferiores de Unión Española.Debutó en el primer equipo hispano el 12 de julio de 2021, en un partido válido por Copa Chile 2021 ante Magallanes, ingresando en reemplazo de Rubén Farfán a los 80' en la victoria por 1-0.A la postre, sería su único partido por el equipo de Santa Laura.
En febrero de 2022 sería cedido a Deportes Melipilla de la Primera B, formando parte del plantel que descendería a la Segunda División. Para el año siguiente, firma con Deportes Santa Cruz de la misma divisional.
En febrero de 2024 es anunciado como nuevo jugador de Santiago Morning de la Primera B por toda la temporada 2024. El 7 de enero de 2025, se anuncia su fichaje por Deportes Copiapó de la Primera B.

## Selección nacional
Su siguiente participación sería con la selección de fútbol sub-17 de Chile que jugaría el Campeonato Sudamericano de Fútbol Sub-17 de 2019, clasificando a la Copa Mundial de Fútbol Sub-17 de 2019. Luego fue convocado al Mundial de la categoría en Brasil, donde jugó ante Corea del Sur y los dueños de casa, totalizando 2 partidos.

#### Participaciones en Sudamericanos
| Competencia                 | Sede | Resultado  | PJ | Goles |
| --------------------------- | ---- | ---------- | -- | ----- |
| Sudamericano Sub-17 de 2019 | Perú | Subcampeón | 7  | 0     |

#### Participaciones en Copas del Mundo
| Mundial                | Sede   | Resultado        | Partidos | Goles |
| ---------------------- | ------ | ---------------- | -------- | ----- |
| Mundial Sub-17 de 2019 | Brasil | Octavos de final | 2        | 0     |

## Clubes
| Club                          | País  | Año       |
| ----------------------------- | ----- | --------- |
| Unión Española                | Chile | 2021-2022 |
| → Deportes Melipilla (cedido) | Chile | 2022      |
| Deportes Santa Cruz           | Chile | 2023      |
| Santiago Morning              | Chile | 2024      |
| Deportes Copiapó              | Chile | 2025-Act. |